# 五酸化二塩素
五酸化二塩素は、塩素の酸化物で、化学式{\displaystyle {\ce {Cl2O5}}}で表される物質。塩素酸の酸無水物にあたる。